# Vác
Vác (česky a slovensky dříve též Vacov, německy Waitzen) je maďarské město v Pešťské župě, na levém břehu Dunaje, 30 km severně od Budapešti. Ve městě žije přibližně 34 tisíc obyvatel. Nachází se na jednom z mezinárodních železničních tahů mezi Budapeští a Bratislavou, resp. Vídní.

## Název
Název města je dle názoru řady maďarských lingvistů odvozen od křestního jména. Na tuto skutečnot odkazuje legenda, podle níž zde v 11. století žil poustevník jménem Vác, pravděpodobně Václav. Název byl později přejat v různých podobách do řady dalších jazyků. Poprvé je název zmíněn v němčině jako Watzenburg v jedné dolnosaské kronice v roce 1074 a o rok později se objevil i latinský název z jiného pramene v podobě Vac civitas. Na mapě druhého vojenského mapování se objevuje název Vacium.

## Historie

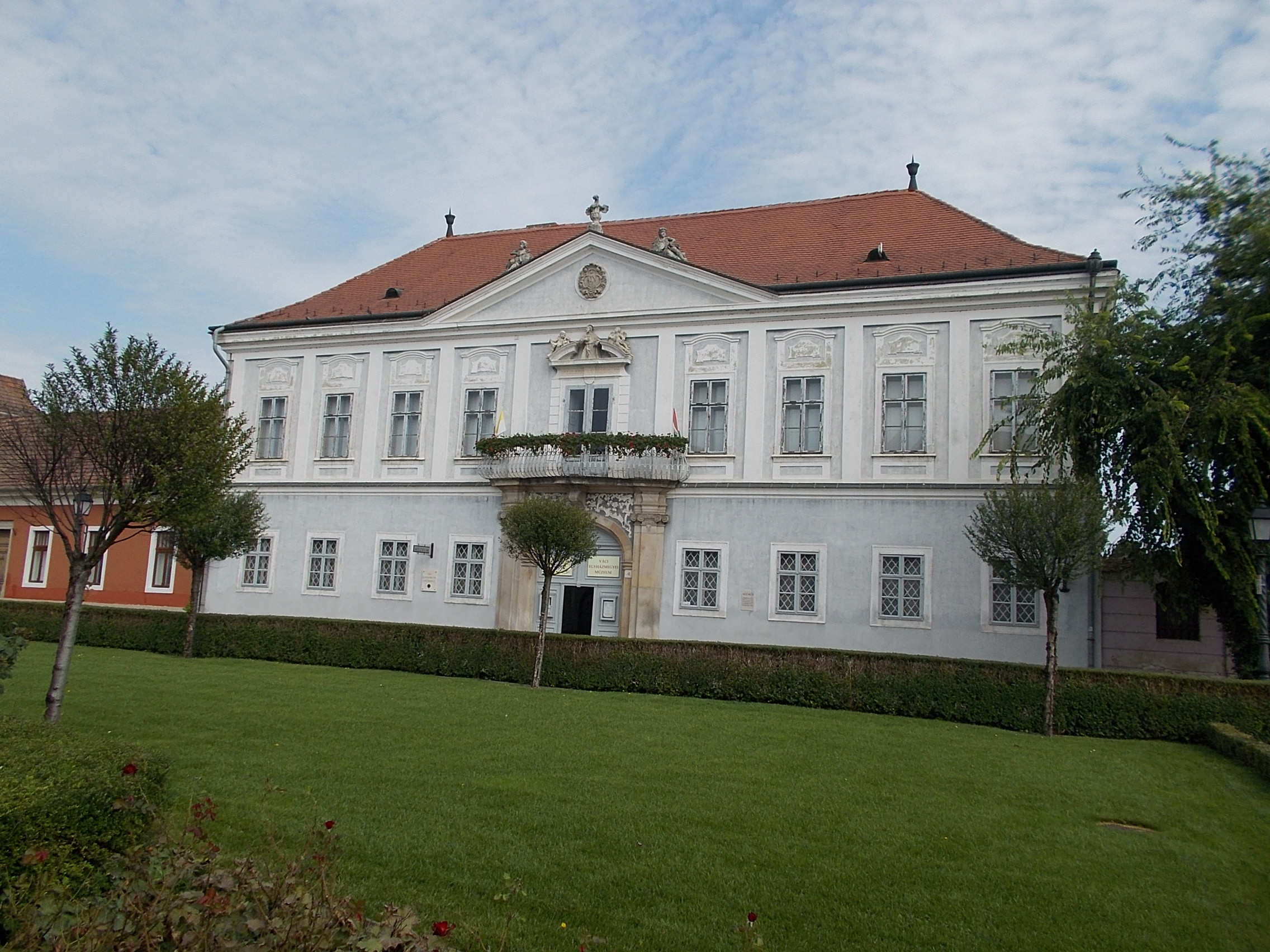
Velkoproboštský palác, sídlo diecézního muzea

Vác byl osídlen v dávnověku, první známky trvalejšího osídlení jsou z doby Římské říše. V roce 1004 založil Štěpán I. váckou diecézi. Z této doby je zde také biskupský palác. Samotné středověké město se rozvíjelo okolo opevnění, které se nacházelo na vyvýšeném místě na břehu Dunaje. První zmínka o samotném Vácu pochází z roku 1074. Uherský král Ladislav nařídil, aby padlí z bitvy u Mogyoródu byli pohřbeni právě u Vácu.
V roce 1241 město vyplenili Mongolové. Tehdejší uherský král sice nechal v Pešti sestavit velkou armádu na obranu před vpádem, nedokázal však přesunout vojska do Vácu včas.
Na počátku 16. století Vác obsadila Osmanská říše, která se ho zmocnila na příštích 80 let. V krátkém období let 1606 až 1620 bylo nicméně od Turků osvobozeno na krátkou dobu. Boje proti Turkům znamenaly v některých obdobích časté střídání vlastníků a léta ničení. Popelem lehly všechny středověké domy a město bylo následně budováno téměř odznova. V roce 1597 a 1684 zde Habsburkové Turky porazili. Město bylo zpustošené, půda zpustlá. Začal proces postupné obnovy Vácu. Do města se dosidlovali noví obyvatelé z tehdejších Uher, ale i z Čech, Moravy a z německy mluvících zemí.[zdroj?]
Na počátku 18. století Vác rovněž zasáhlo i Rákócziho povstání. V roce 1731 zachvátil Vác požár, který zničil téměř dvě stovky domů. O dekádu později strádalo město při epidemii moru.
V roce 1846 byla po dvou letech stavebních prací vybudována železnice do Budapešti na jih a do Szobu/Štúrova na severu. Slavnostní otevření první dráhy na území Uher nicméně pokazil požár lokomotivy na váckém nádraží. Z dlouhodobého hlediska ale dráha zcela změnila charakter města; umožnila rozvoj průmyslu, původní dílny nahradily továrny, zároveň však umožnila cestovat do nedaleké Budapešti, což přineslo omezení místního obchodu. Některé ze střetů maďarské revoluce z let 1848 a 1849 se odehrály poblíž města.
Roku 1855 byla v blízkosti Váce vybudována věznice.
V roce 1900 získal Vác statut města. Tehdy zde žilo něco málo přes tisíc obyvatel.
Na počátku druhé světové války prišlo do Vácu množství uprchlíků z okupovaného Polska. Byly zde zřízeny různé tábory a také působil ve Vácu i polský sirotčinec. Na konci konfliktu utrpěl Vác značné škody. Město bylo obsazeno dne 8. prosince 1944 2. ukrajinským frontem sovětské armády v souvislosti s Budapešťskou ofenzívou.
Po válce došlo k obnově a rozvoji města. Vznikla nová sídliště, ve kterých byli ubytováni především dělníci nedalekého dolu v lokalitě Sejce (Sejcei mészkőbánya). Město pohltilo několik okolních oblastí, např. kopec Török-hegy. V blízkosti místní kalvárie byla postavena nemocnice. Místní autobusové nádraží bylo zprovozněno roku 1960. Vzhledem k blízkosti metropole byl trend co do vývoje počtu obyvatel vzestupný a nezastavil se ani po roce 1989. V polovině 80. let 20. století žilo ve Vácu celkem 34 tisíc obyvatel. Město těží ze suburbanizace Budapešti.
Na přelomu století byla východně od města dovedena také dálnice M2, která město spojuje s Budapeští.
V roce 2006 bylo kompletně přebudováno místní hlavní náměstí. V současné době Vác slouží jako rekreační místo pro obyvatele Budapešti.
Na rozdíl od řady dalších měst v blízkosti Budapešti je Vác již poměrně daleko od pásma okolních měst, která vlivem suburbanizace dramaticky rostla co do počtu obyvatel na počátku 21. století a tak vývoj počtu obyvatel zde byl většinou stagnující až klesavé tendence.

## Kultura
Ve Vácu se nachází muzeum vína (maďarsky Bormúzeum Váci Curia orház-Borgyűjteménytár).

## Pamětihodnosti

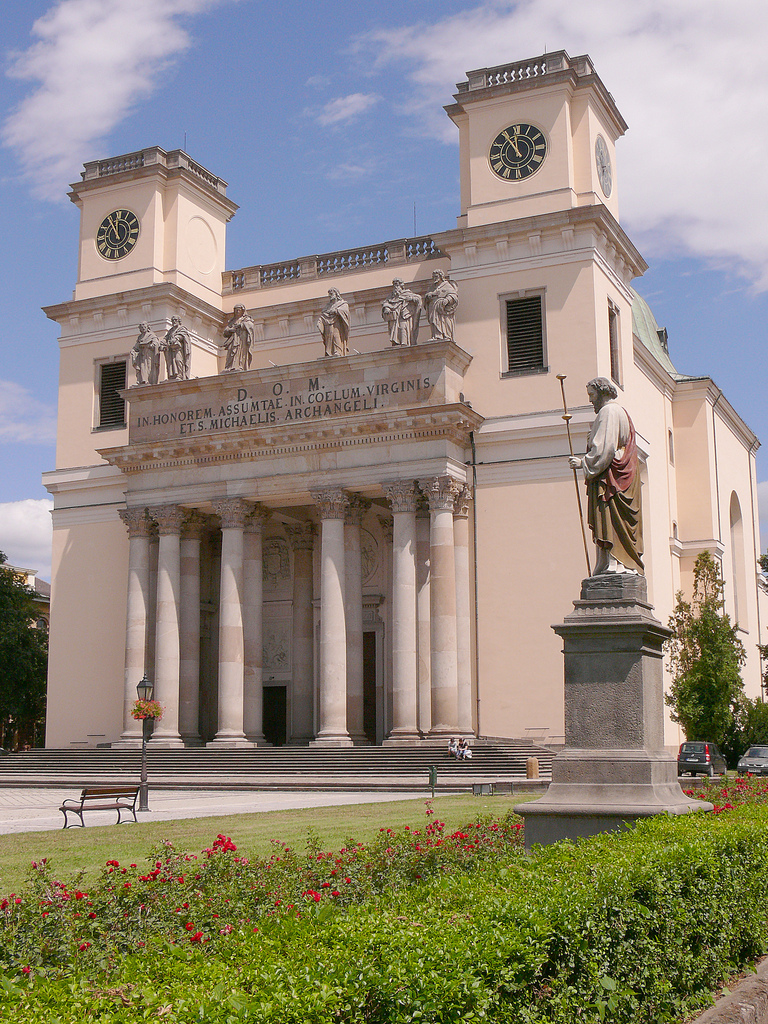
Vácovská katedrála

- Katedrála Nanebevzetí Panny Marie a archanděla Michaela z let 1761–1777[5] (maďarsky Váci dóm), sídlo váckého biskupa, je jednou z dominant města. První katedrála na tomto místě (z roku 1074) byla zničena při vpádu Mongolů ve 13. století. Druhé byla postavena na popud váckého biskupa a vídeňského arcibiskupa Kryštofa Antonína kardinála Migazziho. Autorem architektonického návrhu klasicistní stavby byl Isidore Marcellus Amandus Canevale (Ganeval) (1730 Vincennes-1786 Vídeň), stavěla se do roku 1772.  V letech 1772-1777 byl zařízen interiér: fresky a oltářní obraz Setkání Panny Marie s Alžbětou namaloval rakouský malíř Franz Anton Maulbertsch.
- Vítězný oblouk (maďarsky Váci diadalív) z roku 1764 je jedinou stavbou svého druhu v Maďarsku. Byl postaven na počest Marie Terezie při příležitosti její návštěvy města opět architektem Canevalem.[8] Na Oblouku jsou vyobrazeni Marie Terezie s manželem Františkem Štěpánem Lotrinským a její synové Maxmilián a Josef II.
- Věž někdejšího středověkého městského opevnění.
- Na centrálním náměstí 15. března jsou odkryté základy kostela sv. Michala ze 13. století.
- Dominikánský kostel na hlavním náměstí, zvaný také Bílý Kostel z roku 1770. U kostela je kašna se sochou Hedviky z Anjou.
- Synagoga z 19. století dnes slouží jako výstavní sál.

## Ekonomika
Vác je hospodářsky svázán s hlavní železniční tratí a maďarskou metropolí Budapeští. V severní části města se nachází rozsáhlá cementárna, v okolí města se těží kámen.

## Doprava
Východně od města prochází dálnice M2, která směřuje z Budapešti právě sem (výhledově má být prodloužena až k slovenské hranici. V třetí dekádě 21. století existovala pouze v polovičním profilu.
V roce 2021 byly zahájeny přípravné práce pro výstavbu nového silničního mostu přes Dunaj, který by se nacházel poblíž Vácu.
Městem rovněž prochází i železniční trať z Budapešti do Szobu u Štúrova. Kromě hlavního nádraží se na území města nacházejí ještě zastávky Kisvác a Vác-Alsóváros na téže trati.

## Partnerská města
- Deuil-la-Barre, Francie (1991)
- Donaueschingen, Německo (1993)
- Dubnica nad Váhom, Slovensko (2003)
- Giv'atajim, Izrael (1993)
- Järvenpää, Finsko (1984)
- Jurihondžó, Japonsko
- Odorheiu Secuiesc, Rumunsko (1992)
- Otrokovice, Česko
- Sariyer, Turecko
- Šahy, Slovensko (2004)
- Ťačiv, Ukrajina